# Atlantic Records
Atlantic Records (Atlantic Recording Corporation) és una discogràfica estatunidenca, que pertany a Warner Music Group.(WMG) 

## Història
Fundada el 1947, per Ahmet Ertegün i Herb Abramson, Atlantic Records va ser un dels segells que més va fer per la difusió i millora de la música popular afroamericana, especialment el soul, jazz i rythm & blues.
Inicialment es va crear com una etiqueta de jazz, que es va consolidar amb les gravacions d'artistes com Art Pepper, Erroll Garner, Dizzy Gillespie, Sarah Vaughan, Django Reindhart i Johnny Hodges. El 1949, amb l'enregistrament del tema Drinkin' wine spo-dee-o-doe de Stick McGhee, va començar a desplaçar-se cap al rythm & blues. De fet, el terme rythm & blues va ser inventat per Jerry Wexler, periodista musical i soci d'Atlantic Records, com a substitut del concepte de "música de raça".
El 1949 van incorporar a Tom Dowd com a enginyer de so i productor musical, el qual va ser responsable de les gravacions més importants de la companyia durant la següent dècada. A principis de la dècada del 1950 la companyia comptava ja amb un gran nombre d'artistes històrics com Ruth Brown, Joe Turner, Lavern Baker, The Drifters, Ray Charles, The Coasters… Al llarg d'aquella dècada, Atlantic Records va aconseguir entrar a les llistes de cançons més escoltades als EUA i la GB. El 1951, la cançó Don't you know I love you, del grup The Clovers, va ser la primera cançó de R&B que va entrar al Top-10 dels EUA. Al mateix any, la companyia va aconseguir per primera vegada vendre més d'un milió de còpies amb la gravació de Ruth Brown Teardrops from my eyes. El primer gran èxit a escala mundial el van aconseguir el 1959 amb la versió de Mack the Knife de Bobby Darin, que va col·locar-se en primera posició a les llistes dels EUA i la GB, va vendre més de dos milions de còpies i va obtenir el Grammy de gravació de l'any el 1960.
El 1953, Jerry Wexler va entrar a formar part de la companyia. Amb les seves expectatives i relacions va començar una nova era per a la companyia. Gaudia d'una capacitat innata per a detectar el talent en noves grans estrelles, una cosa que li ha valgut la seva fama al llarg del temps. El 1960 es va centrar a promoure el southern soul, que comptava amb un so molt propi a Atlantic Records.
Durant tota aquesta època es van usar els estudis d'enregistrament Fame Studios i els reconeguts Muscle Shoals Sound Studios, els quals van veure néixer en les seves sales a gegants de la música. El major descobriment que va fer Jerry va ser la reina del soul Aretha Franklin, a la qual va dur pel cap alt alt de la música afroamericana. També va ser descobridor d'altres promeses com Wilson Pickett o Joe Tex.
A finals del 1959 Bobby Darin va fitxar per Capitol Records, i Ray Charles per ABC-Paramount Records. Aquests dos artistes suposaven un terç de les vendes d'Atlantic Records. El 1961 van signar un acord amb Satellite Records, que sota la batuta d'Atlantic Records va passar a anomenar-se Stax/Volt, i va convertirse en un referent mundial pel que fa a la música soul. Sota el segell de Stax, van produir artistes de la talla d'Otis Redding, Sam & Dave i Eddie Floyd.
Atlantic Records sempre va ser un segell molt eclèctic, fins i tot en els seus primers anys, començant amb enregistraments de rock i blue-eyed-soul (rythm & blues interpretat per músics no afroamericans), i de grups com Led Zeppelin, Buffalo Springfield, The Rascals (després The Young Rascals) i Cream. Aquesta varietat va consagrar a Atlantic Records com una de les grans potències dins de la música contemporània.
El 1967 la companyia va ser unificada amb Warner Bros i després va passar a formar part de l'imperi de Time Warners. Aquest fet va fer que para Drexler mai fos el mateix i abandonés la companyia, el que no va impedir que gent com Ertegün romangués allà.
La discogràfica perdura fins als nostres dies, amb llançaments d'artistes com Brandy, Jewel, Tori Amos, Lil' Kim, Collective Soul, Kid Rock o Sean Paul.
Actualment són tres les grans afiliacions o parts d'Atlantic Records: Elektra Records, Bad Boy Records i Renta Records. Segueixen editant discs d'artistes històrics (Legacy Artists) i han incorporat una cartera d'artistes actuals i de gran renom com Skrillex, Simple Plan, Vance Joy, Chromeo i Bruno Mars.

## Artistes
| - AC/DC - Antigone Rising - Apathy - Aretha Franklin - Billy Talent - Björk - Bloc Party - Blue Man Group - Brandy - Bump J - Cham - Charles Mingus - Chic - Chromeo - COLD - Collective Soul - Craig David - D4L - Damageplan - Death Cab For Cutie - Deemi - Elephant Man - Embrace - Fabolous - Fat Joe - Fountains of Wayne - Funeral For A Friend - Geddy Lee - Genesis - Gerald Levert - Gratitude - Handsome Boy Modeling School - Hard-Fi - James Blunt - Jason Mraz - Jet (banda) - Jewel - Jimmy Page & Robert Plant - John Butler Trío - Joe Firstman - Joe Turner - Junior Senior - Juvenile - Karen Clark Sheard - Kevin Lyttle - Kid Rock - Kill Hannah - Led Zeppelin - Lil Kim - Little Brother - Louis XIV - Lupe Fiasco - Margo Lee - Marion Raven - Matchbox Twenty - Melanie Martinez - Metallica - Miles Davis - Missy Elliott - Moments In Grace - Nappy Roots - New Blood Revival - No Address - Notorious BIG - O.A.R. - P.O.D. - P$C - Pantera - Panthers - Paul Wall - Phil Collins - Phish - Poison The Well - Porcupine Tree - Pretty Ricky - Ray Charles - Rob Thomas - Roberta Flack - Rupee - Ryan Cabrera - Saigon - Sean Paul - Shinedown - Simple Plan - Skillet - Skindred - Smile Empty Soul - Solomon Burke - Staind - Stereolab - Stone Temple Pilots - Sugar Ray - Sum 41 - T.I. - Tamia - TapRoot - Tego Calderon - The Click Five - The Corrs - The Darkness - The Donnas - The Format - The Kinison - The Nervous Return - The Stills - The Streets - Toby Lightman - Tori Amos (fins al 2001) - Tracy Chapman - Trans-Siberian Orchestra - Transplants - Trey Songz - Trick Daddy - Trina - Tweet - Twista - Uncle Kracker - Unwritten Law - Vanessa Williams - Vaux - Wayne Wonder - Webbie - Wilson Pickett - X Japan - Yolanda Adams - Zero 7 |

## Història d'Atlantic Records
Atlantic Records és un segell discogràfic dels EUA que fou creat l'any 1947 per Ahmet Ertegün i Herb Abramson. Per poder iniciar la seva activitat, van haver de convèncer Vahdi Sabit, que era el dentista d'Ahmet, perquè fos el soci capitalista invertint 100.000 dòlars per a fer els primers passos.
Originàriament, la discogràfica estava orientada, sobretot, a la música negra i especialment al R&B i al Jazz, ja que era la música que agradava als fundadors.
A principis dels anys 50, un dels artistes més importants que ja havien fitxat era Ray Charles. Fou en aquesta època primerenca de la discogràfica que van afegir a l'equip directiu a Jerry Wexler i Nesuhi Ertegün. Aquest últim s'encarregà de la part més jazzística, incorporant a artistes importants com Charles Mingus, John Coltrane o Hubert Laws. En Jerry Wexler era un dels comentaristes més famosos de la revista Billboard en aquell moment i va passar a ser el substitut del Herb Abramson, un dels dos fundadors. Això va passar perquè en aquest últim el van reclutar l'exèrcit i va passar dos anys fora. Quan va tornar, va veure que ja no hi pintava res en aquella empresa i va decidir deixar de tenir relació amb Atlantic Records venent-los la seva part.
La primera dècada del segell va ser molt exitosa i ràpidament va passar de ser una petita discogràfica independent a ser una de les companyies més poderoses, tenint com a rivals Columbia Records o RCA Records.
Paral·lelament Atlantic Records va comprar o crear altres segells com Atco Records (1955), Spark Records (1955), Lava Records (finals dels 50), 143 Records (finals dels 50), Stax Records (principis dels 60), ...
Va ser l'any 1960 que Ahmet Ertegün va decidir dedicar-se més a la gestió de l'empresa i contractar tècnics de so i productors com van ser-ho Tom Dowd i Arif Mardin.
El 1967, l'empresa va ser comprada per Warner Bros i Seven Arts, tot i que encara va seguir funcionant de manera autònoma. El 1968 van fitxar el grup de rock Led Zeppelin i els van tenir en nòmina fins al 1973. El 1969 Kinney National Company va comprar la Warner Bros – Seven Arts, Elektra Records i Nonesuch Records i va fusionar tots aquests segells creant WEA (Warner-Elektra-Atlantic).
Per celebrar el 40è aniversari del segell discogràfic Atlantic Records, l'any 1988 es va celebrar un concert en el que van actuar, entre d'altres, Led Zeppelin, Crosby, Still i Nash.
El 1990 Warner i Time es fusionen i Atlantic Records es queda un 50% de Interscope Records de Jimmy Iovine. Però l'any 1995, Warner va vendre la seva part de Interscope Records per vendre’l a MCA Records.
El 2004 Warner van vendre la mateixa Warner Music i Atlantic i Elektra Records van decidir fusionar-se posant com a nou director Craig Kallman. Tot i això, Ahmet Ertegün, va seguir sent el director fundador fins al dia de la seva mort, el 14 de desembre de 2006.
El 2007, la companyia va celebrar el seu 60è aniversari amb l'estrena del documental: Atlantic Records: The House that Ahmet Built i l'edició del CD Atlantic 60th Anniversary: R&B Classics Chosen By Ahmet Ertegun.
Al llarg de la seva història, Atlantic Records ha editat música d'artistes de renom com: ABBA, Tori Amos, Anita Baker, Chic, Ornette Coleman, Dr. Dre, Aretha Franklin, Keith Jarret, The Rolling Stones, Ringo Starr, Donna Summer, The Temptations, Zero 7, AC/DC, Solomon Burke, Duke ellington, Missy Elliot, Roberta Flack, Gnaris Barkley, Donny Hatway, Kelis, Manhattan Transfer, Musiq Soulchild, Herbie Mann, The Notorious B.I.G., Rufus Thomas, The Velvet Underground, entre moltíssims més.